# براد بنجامين
براد بنجامين (بالإنجليزية: Brad Benjamin)‏ هو لاعب غولف أمريكي، ولد في 21 سبتمبر 1986 في روكفورد في الولايات المتحدة.